# 卡泰
卡泰（Katai），是印度马哈拉施特拉邦Thane县的一个城镇。总人口11250（2001年）。

## 人口
该地2001年总人口11250人，其中男性8355人，女性2895人；0—6岁人口1200人，其中男614人，女586人；识字率66.52%，其中男性为74.04%，女性为44.84%。